# Młodzieżowe Mistrzostwa Świata w Piłce Nożnej 1989
Młodzieżowe Mistrzostwa Świata w Piłce Nożnej 1989 – siódmy turniej młodzieżowych Mistrzostw Świata. Po raz pierwszy wydarzenie to rozgrywane było w Arabii Saudyjskiej. Rozpoczęło się 16 lutego, a zakończyło 3 marca 1989 roku.
W turnieju mogli wystąpić jedynie zawodnicy, którzy spełniali wymagania dotyczące wieku.

## Zakwalifikowane zespoły
Na podstawie:
| Konfederacja                                     | Turniej kwalifikacyjny                                   | Reprezentacja          | Ostatni występ w MŚ U-20 | Najlepszy wynik w MŚ U-20 | Wynik        |
| ------------------------------------------------ | -------------------------------------------------------- | ---------------------- | ------------------------ | ------------------------- | ------------ |
| AFC (Azja)                                       | gospodarz                                                | Arabia Saudyjska U-20  | 1987                     | Faza Grupowa (1985, 1987) | Faza Grupowa |
| AFC (Azja)                                       | Młodzieżowe Mistrzostwa Azji w piłce nożnej 1988         | Irak U-20              | 1977                     | Faza Grupowa (1977)       | Ćwierćfinał  |
| AFC (Azja)                                       | Młodzieżowe Mistrzostwa Azji w piłce nożnej 1988         | Syria U-20             | debiutant                | debiutant                 | Faza Grupowa |
| CAF (Afryka)                                     | Puchar Narodów Afryki U-21 w piłce nożnej 1989           | Mali U-20              | debiutant                | debiutant                 | Faza Grupowa |
| CAF (Afryka)                                     | Puchar Narodów Afryki U-21 w piłce nożnej 1989           | Nigeria U-20           | 1987                     | III miejsce (1985)        | II miejsce   |
| CONCACAF (Ameryka Centralna, Północna i Karaiby) | Mistrzostwa Ameryki Północnej U-20 w Piłce Nożnej 1988   | Kostaryka U-20         | debiutant                | debiutant                 | Faza Grupowa |
| CONCACAF (Ameryka Centralna, Północna i Karaiby) | Mistrzostwa Ameryki Północnej U-20 w Piłce Nożnej 1988   | Trynidad i Tobago U-20 | debiutant                | debiutant                 | Faza Grupowa |
| CONMEBOL (America Południowa)                    | Mistrzostwa Ameryki Południowej U-20 w Piłce Nożnej 1988 | Argentyna U-20         | 1983                     | Mistrzostwo (1979)        | Ćwierćfinał  |
| CONMEBOL (America Południowa)                    | Mistrzostwa Ameryki Południowej U-20 w Piłce Nożnej 1988 | Brazylia U-20          | 1987                     | Mistrzostwo (1983, 1985)  | III miejsce  |
| CONMEBOL (America Południowa)                    | Mistrzostwa Ameryki Południowej U-20 w Piłce Nożnej 1988 | Kolumbia U-20          | 1987                     | Ćwierćfinał (1985)        | Ćwierćfinał  |
| UEFA (Europa)                                    | Mistrzostwa Europy U-18 w Piłce Nożnej 1988              | Czechosłowacja U-20    | 1983                     | Ćwierćfinał (1983)        | Faza Grupowa |
| UEFA (Europa)                                    | Mistrzostwa Europy U-18 w Piłce Nożnej 1988              | NRD U-20               | 1987                     | III miejsce (1987)        | Faza Grupowa |
| UEFA (Europa)                                    | Mistrzostwa Europy U-18 w Piłce Nożnej 1988              | Norwegia U-20          | debiutant                | debiutant                 | Faza Grupowa |
| UEFA (Europa)                                    | Mistrzostwa Europy U-18 w Piłce Nożnej 1988              | Portugalia U-20        | 1979                     | Ćwierćfinał (1979)        | Mistrz       |
| UEFA (Europa)                                    | Mistrzostwa Europy U-18 w Piłce Nożnej 1988              | ZSRR U-20              | 1985                     | Mistrzostwo (1977)        | Ćwierćfinał  |
| UEFA (Europa)                                    | Mistrzostwa Europy U-18 w Piłce Nożnej 1988              | Hiszpania U-20         | 1985                     | II miejsce (1985)         | Faza Grupowa |

## Miasta i stadiony
Informacje o pojemności stadionów pochodzą z 2023 roku, z powodu braku danych.
| Rijad                           | Ad-Dammam                       | Dżudda                            |
| ------------------------------- | ------------------------------- | --------------------------------- |
| King Fahd International Stadium | Prince Mohamed bin Fahd Stadium | Prince Abdullah al-Faisal Stadium |
| Pojemność: 68 752               | Pojemność: 22 042               | Pojemność: 27 000                 |
|                                 |                                 |                                   |
| RijadAd-DammamDżudda            |                                 |                                   |

## Faza Grupowa
Na podstawie:
Legenda

|  | Bezpośredni awans do fazy pucharowej. |
|  | Odpadnięcie z turnieju.               |

Gdy drużyny mają tyle samo punktów, o kolejności w tabeli decyduje:
1. różnica bramek;
2. gole zdobyte;
3. punkty zdobyte w meczach pomiędzy danymi drużynami;
4. różnica bramek w meczach pomiędzy danymi drużynami;
5. zdobyte bramki w meczach pomiędzy danymi drużynami;
6. punkty fair play;
7. losowanie miejsc przez komitet organizacyjny.

### Grupa A
| Zespół                | Pkt | M | W | R | P | Br+ | Br- | +/- |
| --------------------- | --- | - | - | - | - | --- | --- | --- |
| Portugalia U-20       | 6   | 3 | 2 | 0 | 1 | 2   | 3   | -1  |
| Nigeria U-20          | 4   | 3 | 1 | 1 | 1 | 3   | 3   | 0   |
| Czechosłowacja U-20   | 4   | 3 | 1 | 1 | 1 | 2   | 2   | 0   |
| Arabia Saudyjska U-20 | 3   | 3 | 1 | 0 | 2 | 4   | 3   | +1  |

| 16 lutego 1989 18:00 CET | Arabia Saudyjska U-20 · Al-Suraiti 16' | 1:2(1:0)Raport | Nigeria U-20 · 52' Adepoju · 87' Ohen | King Fahd International Stadium, Rijad Widzów: 70 000 Sędzia: Marcel Van Langenhove |
|                          |                                        |                |                                       |                                                                                     |

| 17 lutego 1989 18:00 CET | Czechosłowacja U-20 | 0:1(0:0)Raport | Portugalia U-20 · 88' Alves | King Fahd International Stadium, Rijad Widzów: 7 000 Sędzia: José Roberto Ramiz Wright |
|                          |                     |                |                             |                                                                                        |

| 19 lutego 1989 18:00 CET | Arabia Saudyjska U-20 | 0:1(0:0)Raport | Czechosłowacja U-20 · 52' Látal | King Fahd International Stadium, Rijad Widzów: 20 000 Sędzia: Alan Snoddy |
|                          |                       |                |                                 |                                                                           |

| 20 lutego 1989 18:00 CET | Nigeria U-20 | 0:1(0:0)Raport | Portugalia U-20 · 79' Pinto | King Fahd International Stadium, Rijad Widzów: 7 000 Sędzia: Egil Nervik |
|                          |              |                |                             |                                                                          |

| 22 lutego 1989 15:45 CET | Arabia Saudyjska U-20 · Al-Harbi 52' · Al-Rowaihi 56' · Al-Debaiki 83' | 3:0(0:0)Raport | Portugalia U-20 | King Fahd International Stadium, Rijad Widzów: 8 000 Sędzia: José Roberto Ramiz Wright |
|                          |                                                                        |                |                 |                                                                                        |

| 22 lutego 1989 18:00 CET | Nigeria U-20 · Nwosu 72' | 1:1(0:1)Raport | Czechosłowacja U-20 · 14' Látal | King Fahd International Stadium, Rijad Widzów: 8 000 Sędzia: Arturo Brizio Carter |
|                          |                          |                |                                 |                                                                                   |

### Grupa B
| Zespół         | Pkt | M | W | R | P | Br+ | Br- | +/- |
| -------------- | --- | - | - | - | - | --- | --- | --- |
| ZSRR U-20      | 9   | 3 | 3 | 0 | 0 | 7   | 2   | +5  |
| Kolumbia U-20  | 3   | 3 | 1 | 0 | 2 | 2   | 4   | -2  |
| Kostaryka U-20 | 3   | 3 | 1 | 0 | 2 | 3   | 4   | -1  |
| Syria U-20     | 3   | 3 | 1 | 0 | 2 | 4   | 6   | -2  |

| 17 lutego 1989 15:45 CET | Kostaryka U-20 · González 88' | 1:0(0:0)Raport | Kolumbia U-20 | Prince Mohamed bin Fahd Stadium, Ad-Dammam Widzów: 11 000 Sędzia: Abdullah Al Nasir |
|                          |                               |                |               |                                                                                     |

| 17 lutego 1989 18:00 CET | ZSRR U-20 · Tiediejew 29' · Salenko 49', 83' | 3:1(1:0)Raport | Syria U-20 · 65' Sibai | Prince Mohamed bin Fahd Stadium, Ad-Dammam Widzów: 11 000 Sędzia: Juan Antonio Bava |
|                          |                                              |                |                        |                                                                                     |

| 19 lutego 1989 18:00 CET | Kostaryka U-20 | 0:1(0:0)Raport | ZSRR U-20 · 84' Matwiejew | Prince Mohamed bin Fahd Stadium, Ad-Dammam Widzów: 5 000 Sędzia: Aron Schmidhuber |
|                          |                |                |                           |                                                                                   |

| 20 lutego 1989 18:00 CET | Kolumbia U-20 · Muñoz 42' · Osorio 85' | 2:0(1:0)Raport | Syria U-20 | Prince Mohamed bin Fahd Stadium, Ad-Dammam Widzów: 9 545 Sędzia: Kenneth Wallace |
|                          |                                        |                |            |                                                                                  |

| 22 lutego 1989 15:45 CET | Kostaryka U-20 · Brenes 80' | 1:3(0:3)Raport | Syria U-20 · 16', 45' Helou · 30' Afash | Prince Mohamed bin Fahd Stadium, Ad-Dammam Widzów: 6 000 Sędzia: Badara Sene |
|                          |                             |                |                                         |                                                                              |

| 22 lutego 1989 18:00 CET | Kolumbia U-20 · Muñoz 5' | 1:3(0:3)Raport | ZSRR U-20 · 25' Timoshenko · 29', 32' Salenko | Prince Mohamed bin Fahd Stadium, Ad-Dammam Widzów: 9 770 Sędzia: Tullio Lanese |
|                          |                          |                |                                               |                                                                                |

### Grupa C
| Zespół                 | Pkt | M | W | R | P | Br+ | Br- | +/- |
| ---------------------- | --- | - | - | - | - | --- | --- | --- |
| Brazylia U-20          | 9   | 3 | 3 | 0 | 0 | 10  | 1   | +9  |
| Stany Zjednoczone U-20 | 4   | 3 | 1 | 1 | 1 | 4   | 4   | 0   |
| NRD U-20               | 3   | 3 | 1 | 0 | 2 | 3   | 4   | -1  |
| Mali U-20              | 1   | 3 | 0 | 1 | 2 | 1   | 9   | -8  |

| 17 lutego 1989 16:30 CET | Brazylia U-20 · Henrique 35' · França 68' | 2:0(1:0)Raport | NRD U-20 | Prince Abdullah al-Faisal Stadium, Dżudda Widzów: 35 000 Sędzia: Neil Midgley |
|                          |                                           |                |          |                                                                               |

| 17 lutego 1989 18:45 CET | Mali U-20 · N'Faly 42' | 1:1(1:1)Raport | Stany Zjednoczone U-20 · 11' Snow | Prince Abdullah al-Faisal Stadium, Dżudda Widzów: 35 000 Sędzia: Elias Jácome |
|                          |                        |                |                                   |                                                                               |

| 19 lutego 1989 18:45 CET | Brazylia U-20 · 50' Cássio · 53', 83' Bismarck · 66', 80' Anderson | 5:0(0:0)Raport | Mali U-20 | Prince Abdullah al-Faisal Stadium, Dżudda Widzów: 10 000 Sędzia: Ahmed Jassim |
|                          |                                                                    |                |           |                                                                               |

| 20 lutego 1989 18:45 CET | NRD U-20 | 0:2(0:1)Raport | Stany Zjednoczone U-20 · 47' Dayak · 87' (k) Snow | Prince Abdullah al-Faisal Stadium, Dżudda Widzów: 10 000 |
|                          |          |                |                                                   |                                                          |

| 22 lutego 1989 16:30 CET | Brazylia U-20 · Bismarck 39' · Henrique 44' · Anderson 55' | 3:1(2:1)Raport | Stany Zjednoczone U-20 · 10' Dayak | Prince Abdullah al-Faisal Stadium, Dżudda Widzów: 25 000 Sędzia: Hubert Forstinger |
|                          |                                                            |                |                                    |                                                                                    |

| 22 lutego 1989 18:45 CET | NRD U-20 · Prause 28' · Fuchs 46' · Jähnig 55' | 3:0(1:0)Raport | Mali U-20 | Prince Abdullah al-Faisal Stadium, Dżudda Widzów: 25 000 Sędzia: José Carlos Ortíz |
|                          |                                                |                |           |                                                                                    |

### Grupa D
| Zespół         | Pkt | M | W | R | P | Br+ | Br- | +/- |
| -------------- | --- | - | - | - | - | --- | --- | --- |
| Irak U-20      | 9   | 3 | 3 | 0 | 0 | 4   | 0   | +4  |
| Argentyna U-20 | 4   | 3 | 1 | 1 | 1 | 4   | 4   | 0   |
| Norwegia U-20  | 3   | 3 | 1 | 0 | 2 | 3   | 3   | 0   |
| Hiszpania U-20 | 3   | 3 | 1 | 0 | 2 | 4   | 7   | -3  |

| 17 lutego 1989 16:30 CET | Norwegia U-20 | 0:1(0:1)Raport | Irak U-20 · 66' Saddam | King Fahd International Stadium, Rijad Widzów: 14 000 Sędzia: José Torres |
|                          |               |                |                        |                                                                           |

| 17 lutego 1989 18:45 CET | Argentyna U-20 · Simeone 12' | 1:2(1:1)Raport | Hiszpania U-20 · 26' García · 58' (k) Billabona | King Fahd International Stadium, Rijad Widzów: 14 000 Sędzia: Aleksey Spirin |
|                          |                              |                |                                                 |                                                                              |

| 19 lutego 1989 18:45 CET | Norwegia U-20 | 0:2(0:1)Raport | Argentyna U-20 · 5' Biazotti · 89' Ubaldi | King Fahd International Stadium, Rijad Widzów: 3 000 Sędzia: Arturo Angeles |
|                          |               |                |                                           |                                                                             |

| 20 lutego 1989 18:45 CET | Irak U-20 · Kareem 41' · Hussein 51' | 2:0(1:0)Raport | Hiszpania U-20 | King Fahd International Stadium, Rijad Widzów: 13 500 Sędzia: Shengcai Chen |
|                          |                                      |                |                |                                                                             |

| 22 lutego 1989 16:30 CET | Norwegia U-20 · Drillestad 43' · Johansen 47' · Bohinen 58' · Mellemstrand 90' | 4:2(1:0)Raport | Hiszpania U-20 · 46', 49' Pinilla | King Fahd International Stadium, Rijad Widzów: 17 000 Sędzia: Neji Jouini |
|                          |                                                                                |                |                                   |                                                                           |

| 22 lutego 1989 18:45 CET | Irak U-20 · Shenaishil 67' (k) | 1:0(0:0)Raport | Argentyna U-20 | King Fahd International Stadium, Rijad Widzów: 17 000 Sędzia: Jozef Marko |
|                          |                                |                |                |                                                                           |

## Faza pucharowa
W fazie pucharowej uczestniczyło 8 zespołów, które awansowały z fazy grupowej. Drużyny te zmierzyły się w ćwierćfinałach. Wygrani awansowali do półfinałów. Zwycięzcy tych spotkań zagrali o tytuł mistrzowski. W każdym ze spotkań fazy pucharowej mecz zakończony w regulaminowym czasie remisem musi być rozstrzygnięty poprzez trzydziestominutową dogrywkę. Jeżeli wynik nadal pozostanie nierozstrzygnięty, następuje seria rzutów karnych.
UWAGA: W nawiasach podane są wyniki po rzutach karnych.
|  |                           |                        |                        |                        |   |                 |                     |                        |                        |                     |                   |       |       |
|  | Ćwierćfinały              | Ćwierćfinały           | Ćwierćfinały           |                        |   | Półfinały       | Półfinały           | Półfinały              |                        |                     | Finał             | Finał | Finał |
|  | Ćwierćfinały              | Ćwierćfinały           | Ćwierćfinały           |                        |   | Półfinały       | Półfinały           | Półfinały              |                        |                     | Finał             | Finał | Finał |
|  | 25 lutego 1989, Rijad     |                        |                        |                        |   |                 |                     |                        |                        |                     |                   |       |       |
|  |                           |                        |                        |                        |   |                 |                     |                        |                        |                     |                   |       |       |
|  | Portugalia U-20           | Portugalia U-20        | 1                      |                        |   |                 |                     |                        |                        |                     |                   |       |       |
|  | Portugalia U-20           | Portugalia U-20        | 1                      | 28 lutego 1989, Rijad  |   |                 |                     |                        |                        |                     |                   |       |       |
|  | Kolumbia U-20             | Kolumbia U-20          | 0                      |                        |   |                 |                     |                        |                        |                     |                   |       |       |
|  | Kolumbia U-20             | Kolumbia U-20          | 0                      |                        |   | Portugalia U-20 | Portugalia U-20     | 1                      |                        |                     |                   |       |       |
|  | 25 lutego 1989, Dżudda    |                        |                        |                        |   | Portugalia U-20 | Portugalia U-20     | 1                      |                        |                     |                   |       |       |
|  |                           |                        | Brazylia U-20          | Brazylia U-20          | 0 |                 |                     |                        |                        |                     |                   |       |       |
|  | Brazylia U-20             | Brazylia U-20          | Brazylia U-20          | Brazylia U-20          | 0 | 1               |                     |                        |                        |                     |                   |       |       |
|  | Brazylia U-20             | Brazylia U-20          |                        |                        |   | 1               | 3 marca 1989, Rijad |                        |                        |                     |                   |       |       |
|  | Argentyna U-20            | Argentyna U-20         | 0                      |                        |   |                 |                     |                        |                        |                     |                   |       |       |
|  | Argentyna U-20            | Argentyna U-20         | 0                      |                        |   | Portugalia U-20 | Portugalia U-20     | 2                      |                        |                     |                   |       |       |
|  | 25 lutego 1989, Ad-Dammam |                        |                        |                        |   | Portugalia U-20 | Portugalia U-20     | 2                      |                        |                     |                   |       |       |
|  |                           |                        | Nigeria U-20           | Nigeria U-20           | 0 |                 |                     |                        |                        |                     |                   |       |       |
|  | ZSRR U-20                 | ZSRR U-20              | Nigeria U-20           | Nigeria U-20           | 0 | 4 (3)           |                     |                        |                        |                     |                   |       |       |
|  | ZSRR U-20                 | ZSRR U-20              | 28 lutego 1989, Dżudda |                        |   | 4 (3)           |                     |                        |                        |                     |                   |       |       |
|  | Nigeria U-20              | Nigeria U-20           | 4 (5)                  |                        |   |                 |                     |                        |                        |                     |                   |       |       |
|  | Nigeria U-20              | Nigeria U-20           | 4 (5)                  |                        |   | Nigeria U-20    | Nigeria U-20        | 2                      | Mecz o 3. miejsce      | Mecz o 3. miejsce   | Mecz o 3. miejsce |       |       |
|  | 25 lutego 1989, Rijad     |                        |                        |                        |   | Nigeria U-20    | Nigeria U-20        | 2                      | Mecz o 3. miejsce      | Mecz o 3. miejsce   | Mecz o 3. miejsce |       |       |
|  |                           |                        | Stany Zjednoczone U-20 | Stany Zjednoczone U-20 | 1 |                 |                     | 3 marca 1989, Rijad    | 3 marca 1989, Rijad    | 3 marca 1989, Rijad |                   |       |       |
|  | Irak U-20                 | Irak U-20              | Stany Zjednoczone U-20 | Stany Zjednoczone U-20 | 1 | 1               |                     | 3 marca 1989, Rijad    | 3 marca 1989, Rijad    | 3 marca 1989, Rijad |                   |       |       |
|  | Irak U-20                 | Irak U-20              |                        |                        |   |                 |                     | Brazylia U-20          | Brazylia U-20          | 2                   |                   |       |       |
|  | Stany Zjednoczone U-20    | Stany Zjednoczone U-20 | 2                      |                        |   |                 |                     |                        | Brazylia U-20          | 2                   |                   |       |       |
|  | Stany Zjednoczone U-20    | Stany Zjednoczone U-20 | 2                      |                        |   |                 |                     | Stany Zjednoczone U-20 | Stany Zjednoczone U-20 | 0                   |                   |       |       |
|  |                           |                        |                        |                        |   |                 |                     |                        | Stany Zjednoczone U-20 | 0                   |                   |       |       |

### Ćwierćfinały
| 25 lutego 1989 18:00 CET | Portugalia U-20 · Couto 40' | 1:0(1:0)Raport | Kolumbia U-20 | King Fahd International Stadium, Rijad Widzów: 5 000 Sędzia: Neji Jouini |
|                          |                             |                |               |                                                                          |

| 25 lutego 1989 18:00 CET                                      | ZSRR U-20 · Kirjakow 30', 58' · Tiediejew 45' · Salenko 46' | 4:4 k. 3:5(2:0)Raport                                                        | Nigeria U-20 · 61', 75' Ohen · 83' Elijah · 84' Ugbade | Prince Mohamed bin Fahd Stadium, Ad-Dammam Widzów: 10 000 Sędzia: Hubert Forstinger |
|                                                               |                                                             |                                                                              |                                                        |                                                                                     |
|                                                               |                                                             | Rzuty karne                                                                  |                                                        |                                                                                     |
| Oleg Salenko · Serhij Beżenar · Mirjalol Qosimov · Oleg Benko |                                                             | Christopher Ohen · Peter Ogaba · Onyemachara · Mutiu Adepoju · Samuel Elijah |                                                        |                                                                                     |

| 25 lutego 1989 18:45 CET | Brazylia U-20 · Henrique 15' | 1:0(1:0)Raport | Argentyna U-20 | Prince Abdullah al-Faisal Stadium, Dżudda Widzów: 35 000 Sędzia: Tullio Lanese |
|                          |                              |                |                |                                                                                |

| 25 lutego 1989 18:45 CET | Irak U-20 · Kareem 35' | 1:2(1:1)Raport | Stany Zjednoczone U-20 · 17' Henderson · 56' Brose | King Fahd International Stadium, Rijad Widzów: 18 000 Sędzia: Aron Schmidhuber |
|                          |                        |                |                                                    |                                                                                |

### Półfinały
| 28 lutego 1989 18:00 CET | Portugalia U-20 · Amaral 68' | 1:0(0:0)Raport | Brazylia U-20 | King Fahd International Stadium, Rijad Widzów: 15 000 Sędzia: Jozef Marko |
|                          |                              |                |               |                                                                           |

| 28 lutego 1989 18:45 CET | Nigeria U-20 · Adepoju 47', 93' | 2:1 dogr.(0:0)Raport | Stany Zjednoczone U-20 · 52' (k) Snow | Prince Abdullah al-Faisal Stadium, Dżudda Widzów: 40 000 Sędzia: Neil Midgley |
|                          |                                 |                      |                                       |                                                                               |

### Mecz o 3 miejsce
| 3 marca 1989 15:45 CET | Brazylia U-20 · França 65' · Leonardo 69' | 2:0(0:0)Raport | Stany Zjednoczone U-20 | King Fahd International Stadium, Rijad Widzów: 65 000 Sędzia: Neji Jouini |
|                        |                                           |                |                        |                                                                           |

### Finał
| 3 marca 1989 18:00 CET | Portugalia U-20 · Silva 44' · Couto 76' | 2:0(1:0)Raport | Nigeria U-20 | King Fahd International Stadium, Rijad Widzów: 65 000 Sędzia: Aron Schmidhuber |
|                        |                                         |                |              |                                                                                |

## Strzelcy

### 5 goli
- Oleg Salenko

### 3 gole
- Sonny Anderson
- Bismarck
- Marcelo Henrique
- Mutiu Adepoju
- Christopher Ohen
- Steve Snow

### 2 gole
- França
- Radoslav Látal
- Antonio Pinilla
- Wali Kareem
- Wilson Muñoz
- Jorge Couto
- Troy Dayak
- Abdul Latif Helou
- Siergiej Kirjakow
- Bachwa Tiediejew

### 1 gol
- Hamad Al-Debaiki
- Khaled Al-Harbi
- Khalid Al-Rowaihi
- Sadoun Al-Suraiti
- Humberto Biazotti
- Diego Simeone
- Martín Ubaldi
- Cássio
- Leonardo
- David Billabona
- Moisés García
- Laith Hussein
- Naiem Saddam
- Radhi Shenaishil
- Diego Osorio
- Dario Brose
- Chris Henderson
- Danilo Brenes
- Rónald González
- Kante N'Faly
- Henri Fuchs
- Uwe Jähnig
- Stephan Prause
- Samuel Elijah
- Christopher Nwosu
- Nduka Ugbade
- Öyvind Mellemstrand
- Lars Bohinen
- Öystein Drillestad
- Björn Johansen
- Paulo Alves
- Amaral
- João Pinto
- Abel Silva
- Mohamad Afash
- Yasser Sibai
- Ołeh Matwiejew
- Andrey Timoshenko

## Klasyfikacja końcowa
| Miejsce                        | Reprezentacja          | Punkty | Bramki +/− | Bramki zdobyte |
| ------------------------------ | ---------------------- | ------ | ---------- | -------------- |
| Strefa medalowa                |                        |        |            |                |
| złoto                          | Portugalia U-20        | 15     | +3         | 6              |
| srebro                         | Nigeria U-20           | 10     | -1         | 9              |
| brąz                           | Brazylia U-20          | 15     | +11        | 13             |
| 4.                             | Stany Zjednoczone U-20 | 7      | -2         | 7              |
| Wyeliminowane w ćwierćfinałach |                        |        |            |                |
| 5.                             | ZSRR U-20              | 9      | +5         | 11             |
| 6.                             | Irak U-20              | 9      | +3         | 5              |
| 7.                             | Argentyna U-20         | 4      | -1         | 4              |
| 8.                             | Kolumbia U-20          | 3      | -3         | 2              |
| Wyeliminowane w fazie grupowej |                        |        |            |                |
| 9.                             | Czechosłowacja U-20    | 4      | 0          | 2              |
| 10.                            | Arabia Saudyjska U-20  | 3      | +1         | 4              |
| 11.                            | Norwegia U-20          | 3      | 0          | 3              |
| 12.                            | Kostaryka U-20         | 3      | -1         | 3              |
| 13.                            | NRD U-20               | 3      | -1         | 3              |
| 14.                            | Syria U-20             | 3      | -2         | 4              |
| 15.                            | Hiszpania U-20         | 3      | -3         | 4              |
| 16.                            | Mali U-20              | 1      | -8         | 1              |